# مهاجرت معکوس ارامنه
منظور از مهاجرت معکوس ارامنه (ارمنی: Հայերի հայրենադարձություն) بازگشت ارمنی‌تباران به سرزمین‌های تاریخی خود، به ویژه به جمهوری ارمنستان و جمهوری آرتساخ است.

## زمینه

### خاستگاه مردم ارمنستان
ارامنه قومی هستند که از کوه‌های همنام شان، یعنی ارتفاعات ارمنستان، در آسیای غربی، بین آناتولی، قفقاز، فلات ایران و هلال حاصلخیز برخاسته اند. در حال حاضر بیشتر این منطقه بین ارمنستان، آذربایجان، گرجستان، ایران و ترکیه تقسیم شده‌است.
اورارتو، سلف ساتراپی ارمنستان، زمانی در قرن ۹ قبل از میلاد قبایل ارتفاعات را متحد کرد که در نهایت منجر به ظهور مردم ارمنستان شد. با گسترش زبان ارمنی، ارتفاعات همگن شدند.

### جابجایی و اخراج
ارمنی‌ها در طول تاریخ در دوره حکومت خارجی بارها تحت آزار و اذیت، آوارگی و اخراج قرار گرفتند. در سال ۵۷۸ میلادی، موریس امپراتور بیزانس حدود ۳۰٬۰۰۰ ارمنی را از مناطق تحت کنترل خود اخراج کرد. او به همتای ایرانی خود گفت که همین کار را انجام دهد.

## ارمنستان روسیه (۱۸۲۸–۱۹۱۷)
در قرن نوزدهم، روسیه در نتیجه جنگ با ایران (۱۸۰۴–۱۸۱۳ و ۱۸۲۶–۱۸۲۸) و با امپراتوری عثمانی (۱۸۲۸–۱۸۲۹ و ۱۸۷۷–۱۸۷۸) تمام قفقاز جنوبی، از جمله بیشتر ارمنستان شرقی را به دست آورد.

### استان ارمنستان (۱۸۲۸–۱۸۴۰)
پس از آنکه امپراتوری روسیه قفقاز جنوبی را از ایران ضمیمه کرد، استان ارمنستان را از مناطق متعلق به خانات ایروان تأسیس کردند. در سال ۱۸۲۶، جمعیت خانات ۱۱۰۱۲۰ نفر بود که از این تعداد ۲۰٬۰۷۳ نفر (حدود ۱۸٪) ارمنی بودند. امپراتوری روسیه، همراه با جامعه ارمنی موجود در قفقاز جنوبی، بازگرداندن ارمنی‌ها از امپراتوری عثمانی به استان جدید را گسترش داد. حدود ۴۰ هزار نفر از ایران قاجاری و ۹۰ هزار نفر از ترکیه عثمانی راهی سرزمین تحت کنترل روسیه شدند.

### پناهندگان ارمنی از امپراتوری عثمانی
جنگ‌های روسیه و ایران و روسیه و عثمانی باعث ایجاد بی‌اعتمادی به مسیحیان در امپراتوری‌های مسلمان، به ویژه در امپراطوری عثمانی شد، که با شکست‌های متعدد آنها از کشورهای مسیحی در بالکان در جریان افول امپراتوری عثمانی، افزایش یافت. ارمنی‌ها اغلب به خیانت متهم می‌شدند که باعث می‌شد افراد فراقانونی مخالف امپراتوری روسیه به غارت و حمله به ارمنی‌ها و کشتارهایی مانند قتل‌عام حمیدیه دست بزنند.
اگرچه تعدادی از ارامنه حکومت عثمانی یا ایران را ترجیح می‌دادند، ارامنه اهل داخل روسیه شورش‌ها و احساس بیداری ملی را در میان ارامنه عثمانی تحریک می‌کردند. بسیاری برای پیوستن به سازمانهای انقلابی که هدف آنها بازگرداندن استقلال ارمنستان برای ارمنستان عثمانی بود، به قفقاز جنوبی نقل مکان کردند. این امر در نهایت به یکی از عواملی تبدیل شد که رهبری عثمانی را به سوی نسل‌کشی و از بین بردن تمام حضور ارامنه از ارمنستان عثمانی سوق داد. با آغاز نسل‌کشی ارامنه از سال ۱۹۱۵، هجوم پناهندگان ارمنی به ماورای قفقاز به سرعت تسریع شد.